# 守道半四郎
守道 半四郎（もりみち はんしろう、1839年12月14日〈天保10年12月3日〉 - 没年不明）は、日本の商人（皮革商）、資産家、名望家、政治家、奈良県多額納税者。守道皮革製造所主。族籍は奈良県平民。

## 経歴
奈良県北葛城郡陵西村市場（現・大和高田市市場）出身。守道半兵衛の二男。1876年に家督を相続する。農業、皮革製造業を営む。守道皮革製造所を経営し専ら靴、鞄、帯皮、バツキングの類を製造販売する。
内外の事務に鞅掌し、みずから大阪市南区西浜に出て、店員を督励して原料皮の買入れに従事し、あるいは直接ロシア人や各方面の得意客と応接する。
1889年5月、1892年5月に陵西村会議員に当選する。

## 人物
住所は奈良県北葛城郡陵西村（現・大和高田市）、大阪市南区西浜中通3丁目（現・浪速西）。

## 家族・親族
守道家
- 妻[2]
- 娘[2]
- 長男・源三郎[11]（1885年 - ?、皮革製造業、守道皮革製造所[12]）
  - 同妻（1883年 - ? 、大阪、織栄三郞の三女）[2]
- 二男・源次郎（1892年 - ?）
  - 同妻（1889年 - ?、大阪、岩田光造の庶子女）[2]

親戚
- 岩田光造（皮革商）